# Алексень (Горж)
Алексень, Алексені (рум. Alexeni) — село у повіті Горж в Румунії. Входить до складу комуни Стенешть.
Село розташоване на відстані 237 км на захід від Бухареста, 11 км на північ від Тиргу-Жіу, 100 км на північний захід від Крайови.

## Населення
За даними перепису населення 2002 року у селі проживали 287 осіб, усі — румуни. Усі жителі села рідною мовою назвали румунську.